# Strada statale 93 Appulo Lucana
La strada statale 93 Appulo Lucana (SS 93) è una strada statale italiana che collega Barletta a Potenza. Il chilometraggio parte dal centro della città pugliese.

## Percorso
La strada parte da Barletta e dopo una ventina di chilometri va ad attraversare trasversalmente l'abitato di Canosa di Puglia (km 21+450 - 23+800), per intersecarsi con la ex strada statale 98 Andriese-Coratina, dove interrompe per circa 800 m il percorso originario per riprenderlo poi verso la frazione canosina di Loconia e quindi Lavello, da cui si raggiunge agilmente lo stabilimento Fiat di Melfi.
Superato il paese lucano e il bacino del Rendina, inizia il lungo tratto collinare della strada statale; si arriva così a Rapolla prima, dove la strada interseca la strada statale 658 Potenza-Melfi (di più recente costruzione e che segue la SS 93 in parallelo), e Barile poi. Dopo pochi chilometri, il percorso fa meta a Rionero in Vulture.
Successivamente si "circumnavigano" Atella e Filiano, dopodiché si attraversa il medievale centro di Lagopesole e le varie frazioni di Avigliano, fino a giungere a San Nicola, alla porta nord di Potenza, dove la SS 93 si congiunge con la SS 658 fino allo scalo di Tiera; lì la Appulo Lucana riprende il suo normale corso. La strada termina all'ingresso nord di Potenza, dove, dopo 128,200 km (all'altezza dell'attuale incrocio tra Via Pierre De Coubertin e via Bosco Li Foj), interseca la strada statale 7 Via Appia.

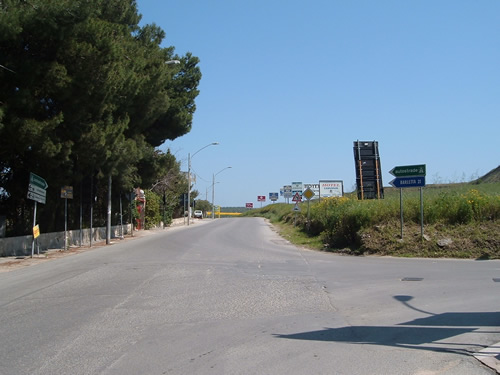
La SS 93, proveniente da Barletta, all'ingresso di Canosa (km 21+400).

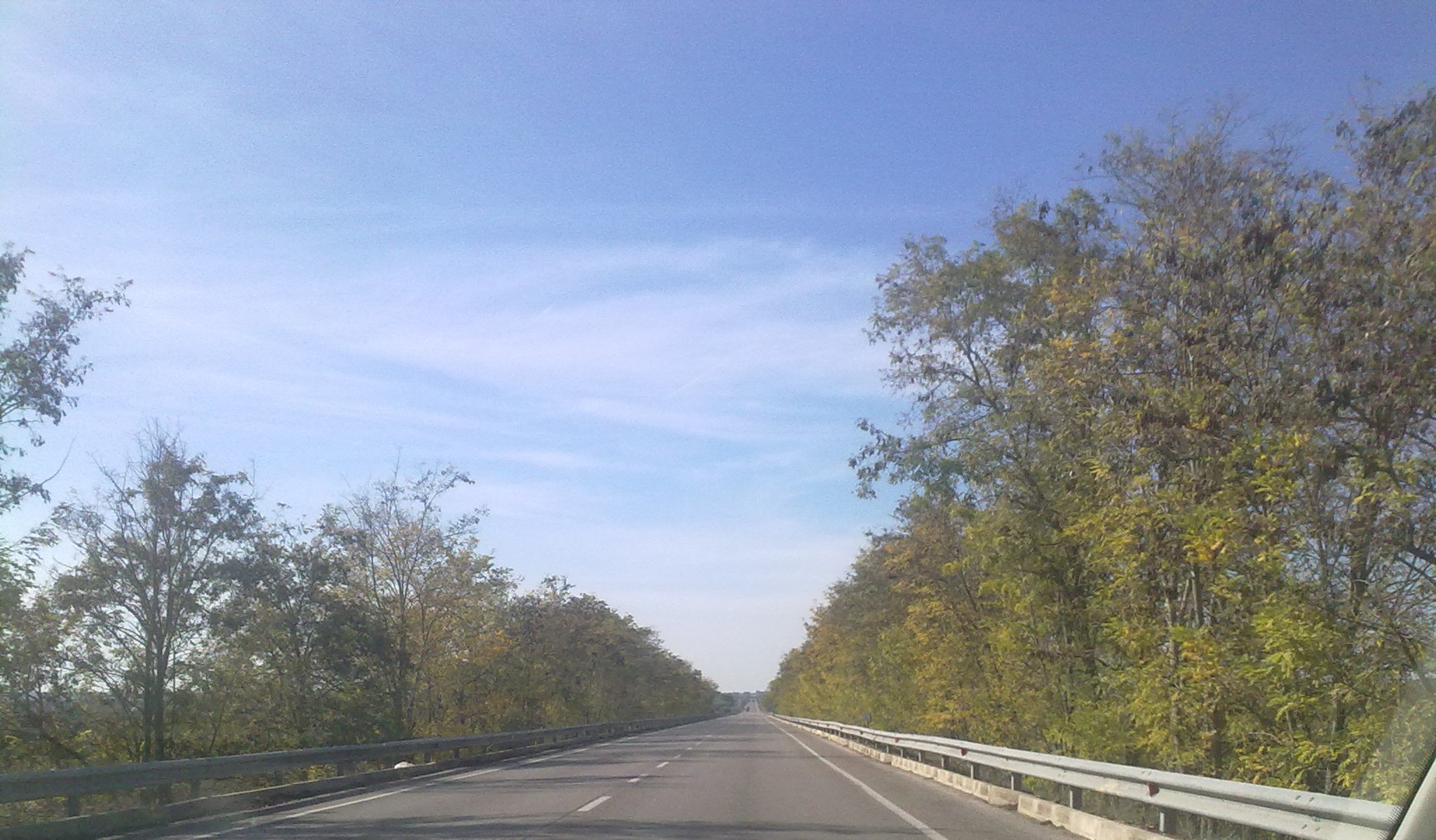
Gli alberi della SS 93, nei dintorni di Canne, luogo della battaglia (km 12).

## Tracciato
Tratto Barletta - Canosa
| Appulo Lucana tratto Barletta - Canosa |                                                                                     |      |      |           |
| Tipo                                   | Indicazione                                                                         | ↓km↓ | Note | Provincia |
|                                        | Barletta - Via Canosa                                                               | 0,0  |      | BT        |
|                                        | Foggia Cerignola Terme di Margherita di Savoia                                      | 2,8  |      | BT        |
| Bari                                   |                                                                                     | 2,8  |      | BT        |
|                                        | Montaltino Complanari                                                               | 4,7  |      | BT        |
|                                        | Andria Santuario Basilica S. Maria dei Miracoli Contrada Palombaro Contrada Perazzo | 8    |      | BT        |
|                                        | Canne della Battaglia Santuario di San Ruggiero Traversa San Vincenzo               | 9,2  |      | BT        |
|                                        | Inversione di marcia Rasciatano                                                     | 12,4 |      | BT        |
|                                        | Casalonga                                                                           | 14,4 |      | BT        |
|                                        | Inversione di marcia                                                                | 16,4 |      | BT        |
|                                        | Bologna-Taranto Napoli                                                              | 17,5 |      | BT        |
|                                        | Minervino Murge Spinazzola Zona industriale                                         | 17,6 |      | BT        |
|                                        | Strada Prov.le 182                                                                  | 19   |      | BT        |
|                                        | Necropoli del ponte della Lama                                                      | 20,6 |      | BT        |
|                                        | Area archeologica San Giovanni                                                      | 21,2 |      | BT        |
|                                        | Canosa - Via Barletta                                                               | 21,4 |      | BT        |

Tratto innesto SP 231 - Lavello
| Appulo - Lucana tratto Strada Prov.le 231 - Lavello |                                                         |      |                          |           |
| Tipo                                                | Indicazione                                             | ↓km↓ | Note                     | Provincia |
|                                                     | Foggia Andria Bari Canosa di Puglia                     | 24,3 |                          | BT        |
|                                                     | Stazione di servizio                                    | 26,9 | Corsia direzione Potenza | BT        |
|                                                     | Salinelle Canne della Battaglia                         | 28,1 |                          | BT        |
|                                                     | Minervino Murge Cefalicchio                             | 30,3 |                          | BT        |
|                                                     | Cerignola                                               | 32,7 |                          | BT        |
|                                                     | Strada Prov.le 4                                        | 33   |                          | BT        |
|                                                     | Stazione di servizio                                    | 36,2 | Corsia direzione Canosa  | BT        |
|                                                     | Foggia Cerignola Napoli Venosa Località Gaudiano        | 42,2 |                          | PZ        |
|                                                     | Villaggio Gaudiano                                      | 44,4 |                          | PZ        |
|                                                     | Località Alvano                                         | 49,5 |                          | PZ        |
|                                                     | Minervino Murge                                         | 50   |                          | PZ        |
|                                                     | Rocchetta Sant'Antonio Zona Industriale Lavello - Melfi | 50,2 |                          | PZ        |
|                                                     | Lavello                                                 | 52,9 |                          | PZ        |

Tratto Lavello - Atella 
| Appulo - Lucana tratto Lavello - Rionero - Atella |                                                                                                |      |                          |           |
| Tipo                                              | Indicazione                                                                                    | ↓km↓ | Note                     | Provincia |
|                                                   | Lavello                                                                                        | 55   |                          | PZ        |
|                                                   | Stazione di servizio                                                                           | 55,7 | Corsia direzione Potenza | PZ        |
|                                                   | Stazione di servizio                                                                           | 56,2 | Corsia direzione Lavello | PZ        |
|                                                   | Foggia Zona industriale San Nicola di Melfi                                                    | 58   |                          | PZ        |
|                                                   | Matera Venosa                                                                                  | 57,5 |                          | PZ        |
|                                                   | Venosa                                                                                         | 57,8 |                          | PZ        |
|                                                   | Ferrovia Rocchetta Sant'Antonio-Gioia del Colle                                                | 62,3 |                          | PZ        |
|                                                   | Palazzo San Gervasio Venosa                                                                    | 63,7 |                          | PZ        |
|                                                   | Strada Mendolocchia - Lopinto                                                                  | 63,8 |                          | PZ        |
|                                                   | Barile Venosa                                                                                  | 67,5 |                          | PZ        |
|                                                   | Melfi Napoli Rapolla                                                                           | 71,5 |                          | PZ        |
|                                                   | Rapolla - Via Biagio Guarnaccio                                                                | 72,2 |                          | PZ        |
|                                                   | Località Macarico Cimitero di Rapolla                                                          | 72,4 |                          | PZ        |
|                                                   | Strada Comunale del Convento Vecchio                                                           | 72,5 |                          | PZ        |
|                                                   | Foggia Melfi Stadio Arturo Valerio                                                             | 74,7 |                          | PZ        |
|                                                   | Potenza Rionero in Vulture                                                                     | 74,9 |                          | PZ        |
|                                                   | Lavello                                                                                        | 76,5 |                          | PZ        |
|                                                   | Barile - Via Nazionale Rapolla                                                                 | 76,8 |                          | PZ        |
|                                                   | Barile - Rione XXV Aprile                                                                      | 77,7 |                          | PZ        |
|                                                   | Barile - C.so Alcide De Gasperi Carabinieri - Comando Stazione Barile                          | 77   |                          | PZ        |
|                                                   | Ginestra Venosa Campo Sportivo Donato Cefola                                                   | 78,4 |                          | PZ        |
|                                                   | Barile - Via Inghilterra                                                                       | 78,5 |                          | PZ        |
|                                                   | Ferrovia Foggia-Potenza                                                                        | 79,1 |                          | PZ        |
|                                                   | Rionero - Via Padre Pio IRCCS - CROB Stazione Carabinieri forestali Superstrada dell'Aglianico | 79,2 |                          | PZ        |
|                                                   | Rionero - Via Guido Rossa Polizia Provinciale                                                  | 79,3 |                          | PZ        |
|                                                   | Municipio Zona Industriale Ripacandida                                                         | 81   |                          | PZ        |
|                                                   | La Francesca                                                                                   | 84,1 |                          | PZ        |
|                                                   | Zona p.a.i.p. S. Andrea di Atella                                                              | 85   |                          | PZ        |
|                                                   | Stazione di servizio                                                                           | 85   | Corsia direzione Atella  | PZ        |
|                                                   | Atella - Via Potenza                                                                           | 85,1 |                          | PZ        |

Tratto Atella - Potenza
| Appulo Lucana tratto Atella - SS 658 |                                                                                           |       |                              |           |
| Tipo                                 | Indicazione                                                                               | ↓km↓  | Note                         | Provincia |
|                                      | Atella - Via Potenza                                                                      | 85,3  |                              | PZ        |
|                                      | San Fele Laviano Ruvo del Monte Rapone Badia di Santa Maria di Pierno Cascate di San Fele | 86,6  |                              | PZ        |
|                                      | Strada Vicinale Potenza-Melfi                                                             | 86,7  |                              | PZ        |
|                                      | Contrada Piano del Vescovo                                                                | 90,4  |                              | PZ        |
|                                      | Potenza Scalera Melfi                                                                     | 91,4  |                              | PZ        |
|                                      | San Fele - Rapone Zona Industriale                                                        | 93    |                              | PZ        |
|                                      | Strada Prov.le Inforchi-Sant'Ilario Sant'Ilario                                           | 93,5  |                              | PZ        |
|                                      | Stazione di servizio                                                                      | 94,6  | Corsia direzione Atella      | PZ        |
|                                      | Filiano Dragonetti Lagopesole                                                             | 94,7  |                              | PZ        |
|                                      | Filiano - Via Gianturco                                                                   | 96,7  |                              | PZ        |
|                                      | Contrada Gianturco Filiano - Via Letizia                                                  | 97,8  |                              | PZ        |
|                                      | Potenza Melfi                                                                             | 98,2  |                              | PZ        |
|                                      | Avigliano Ostello Monte Caruso                                                            | 100,9 |                              | PZ        |
|                                      | Lagopesole - Via Umberto I                                                                | 101,4 |                              | PZ        |
|                                      | Forenza Potenza Melfi                                                                     | 103,2 |                              | PZ        |
|                                      | Frusci                                                                                    | 104,2 |                              | PZ        |
|                                      | Stazione di Castel Lagopesole                                                             | 104,5 |                              | PZ        |
|                                      | Avigliano                                                                                 | 104,7 |                              | PZ        |
|                                      | Possidente - Via Rocco Scotellaro Possidente - Via del Popolo                             | 106   |                              | PZ        |
|                                      | Avigliano Paoladoce                                                                       | 106,7 |                              | PZ        |
|                                      | Stagliuozzo Torretta Stazione di Possidente                                               | 106,8 |                              | PZ        |
|                                      | Potenza                                                                                   | 107,2 |                              | PZ        |
|                                      | Strada Prov.le San Giorgio Acerenza Melfi Forenza                                         | 107,9 |                              | PZ        |
|                                      | Nardella                                                                                  | 108,5 |                              | PZ        |
|                                      | Stazione di Pietragalla                                                                   | 111,4 |                              | PZ        |
|                                      | Badia                                                                                     | 112,9 |                              | PZ        |
|                                      | Contrada Limitone                                                                         | 113,4 |                              | PZ        |
|                                      | Lazzi e Spilli                                                                            | 114,7 |                              | PZ        |
|                                      | Potenza Melfi Pietragalla Oppido Lucano Genzano Acerenza Avigliano                        | 115,7 |                              | PZ        |
|                                      | Ferrovia Altamura-Avigliano-Potenza                                                       | 115,8 |                              | PZ        |
|                                      | Stazione di servizio                                                                      | 116   | solo direzione Melfi         | PZ        |
|                                      | Innesto (tratto condiviso)                                                                | 116,3 | Innesto solo direzione Melfi | PZ        |
|                                      | verso Basentana Tangenziale Nord di Potenza                                               | 121,4 |                              | PZ        |
|                                      | Cugno delle Brecce - Rivisco                                                              | 123,2 | tratto condiviso con SP 161  | PZ        |
|                                      | Piani del Mattino - Botte                                                                 | 125,3 | tratto condiviso con SP 161  | PZ        |
|                                      | Potenza - Via Pierre de Coubertin                                                         | 128,2 | tratto condiviso con SP 161  | PZ        |

La strada dunque attraversa i centri abitati di:
- Barletta
- Canosa di Puglia
- Loconia
- Lavello
- Rapolla
- Barile
- Rionero in Vulture
- Atella
- Potenza